# ジタン
ジタン（フランス語: Gitanes）とは、フランスで最も一般的であり、ゴロワーズと人気を二分する煙草のブランドである。

## 製造に関する歴史

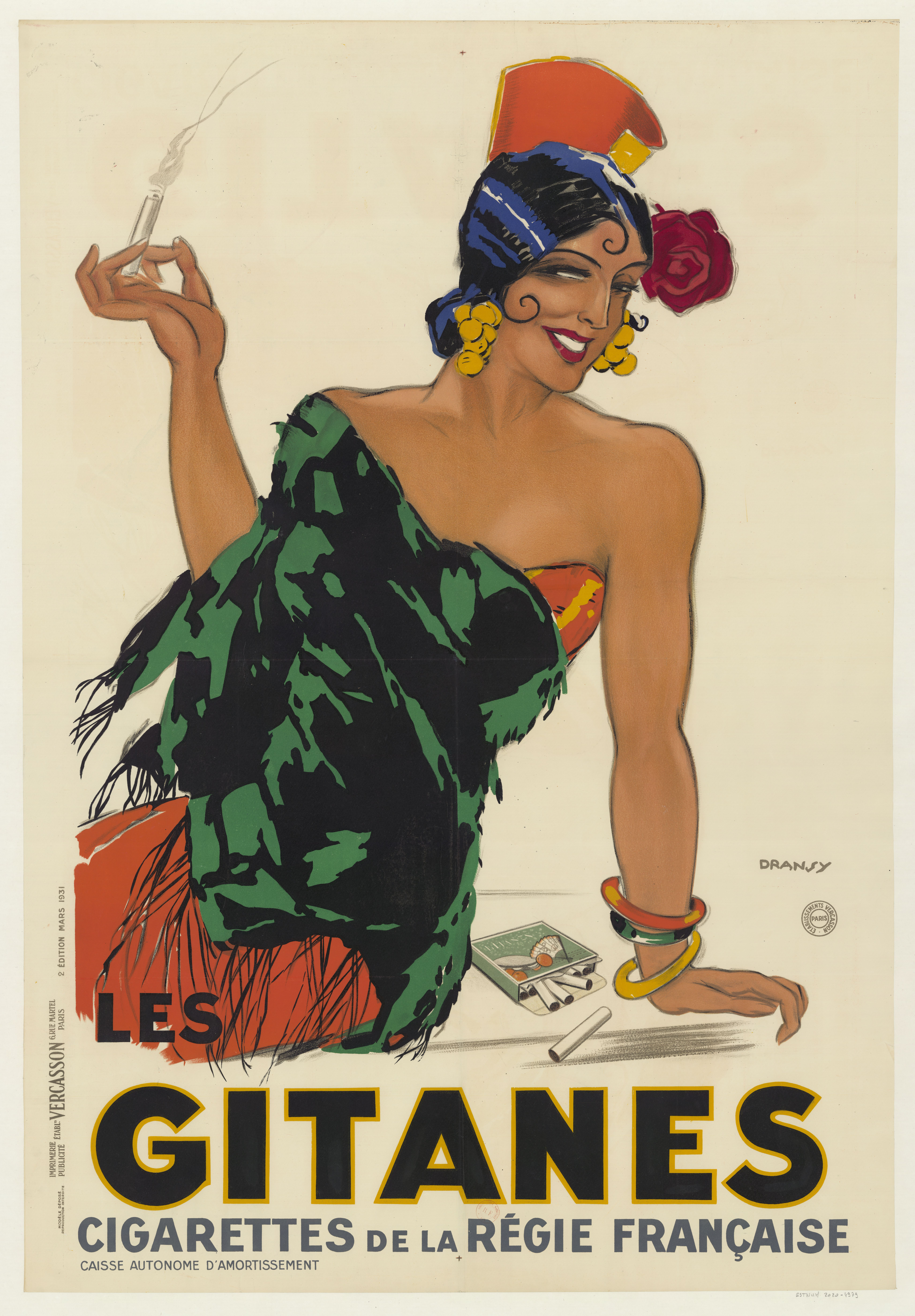
1931年の広告。

ジタンとは「スペインのジプシー女」を意味する。パッケージには扇を持ったジプシー女性のシルエットが描かれる。
1947年にマックス・ポンティによってパッケージがデザインされ、踊り子が青い背景の中で紫煙を纏って踊る秀逸な絵柄は「ジタンブルー」として世界的に有名であり、煙草パッケージのデザインでは度々代表作として例に挙がるほどである。
かつてはフランス煙草産業界ナンバー1シェアを誇ったセイタ社が製造を行っていたが、1999年10月に同社がスペインのタバカレラ社と合併し、アルタディス社となり、2008年にはイギリスのインペリアル・タバコ社に買収され、同社の傘下に入って生産されている。
日本市場では、2023年をもって販売が終了した。売られていたのはジタン・フィルトル（Gitanes Filtre）であり、価格は590円であった。1992年まではキングサイズのジタン・ライト（Gitanes Lights）も販売されていた。ジタン・ブロンド（Gitanes Blondes）はかつて100mmのたばこ「ジタン・ブロンド100s」として1993年から日本たばこ産業がライセンス生産していたが、ブランド銘柄の見直しなどで、2003年頃生産中止となった。その後、ジタン・ブロンド・ライト（Gitanes Blondes Lights）が販売されていた。
また、名称が以前はジタン・カポラル（Caporal・一般には黒煙草を指す。フランス語で「伍長」の意味であり、上等品を強調している）であったが、近年Gitanes Filtreに代わり、ジタン愛好家の人々は買いだめしておいたカポラルを時折眺め、吸うことでノスタルジーに浸るという。
現在フランス国内での生産は停止され、スペインを経て、2021年現在はポーランドの工場で生産が続けられている。
フランス語の正式な発音は女性形への変化がなされるため「ジターヌ」とされるべきであるが、現在日本国内においては「ジタン」の呼称が一般的であり、庄野真代の楽曲『飛んでイスタンブール』（作詞：ちあき哲也）の歌詞にも「ジタン」として登場する。

## ジタンの特徴
ジタンはパッケージと煙草自体の形状、そして煙草の封入配置が特異であることが知られている。
まずパッケージはスライド式の二重箱デザインを採用し、縦に短く、横に長いものだった。マールボロなどの典型的な1対1.62の黄金比形状ではなく、約1対1.4の白銀比の比率である。
次に煙草自体であるが、フィルター部分が異様に短い。従来は葉の部分が太かったが、2010年6月より、一般的な太さになっている。
最後に通常は6・7・7の3列で封入されている煙草であるが、ジタンは縦横が逆転しているが故に10本が2列になって封入されている。
このパッケージと煙草の形状、そして煙草の配置の故に、残りが少なくなるとパッケージの中で煙草が大きく動き、ポケットの中に煙草の葉が大量にこぼれる可能性が大きい。また、他のタバコと比べて灰皿の中でフィルターに引火しやすいため、吸った後の消火は念入りにする必要がある。
2019年4月より、一般的なボックスパッケージの背を低くしたものへの変更がされた。
使われる葉は一般的な葉ではなく、発酵した黒い葉を使っているため、香りや味は葉巻に近いといわれる。
そのため、本人はともかく、周りの人の評価は賛否が分かれるところである。煙は色が薄く、比較的少なめ。
一方、ジタン・ブロンドは一般的なアメリカンブレンドの葉を採用している。ただし、ゴロワーズ・ブロンドと同様に、一般的に売られているアメリカンブレンドと比べると、オリエント葉の味が強調されている。

## F1スポンサーとして

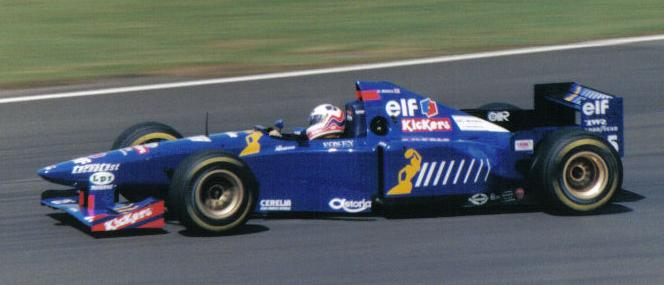
ジタンブルーをまとうリジェ・JS41

ジタンは、1976年 - 1995年まで（1991年からはジタン・ブロンド）リジェチームのメインスポンサーとしてフォーミュラ1レースの顔の一つとなっていた。
オーナーであったギ・リジェは、フランス政府の関係者とのコネクションを持っており、その関係でスポンサーとなっていたと言われている。同様にマトラやタルボ、エルフ・アキテーヌ、フランセーズ・デ・ジュー（スポンサー名義は「ロト」くじ。1992年からは「ロト・スポルティフ」）もスポンサーとなっていた。また、リジェは1984年から86年、1992年から94年にかけてルノーエンジンの供給を受けたが、これもコネクションとルノーに対する政治的圧力による。
オーナー交替後、さらにはアラン・プロストがチームを買収した後も、ジタンならびにゴロワーズ（1997年 - ）ブランドとして2000年までサポートし続けた。
なお、ゴロワーズは、ラルースに1994年にスポンサーとして参加している。ただし、野田英樹がスポット参戦した際には、日本たばこ産業の出資でジタン・ブロンドとして参加した。